# Grand Prix du Brabant wallon
Le Grand Prix du Brabant wallon est une course cycliste belge, disputée de 1947 à 1962 dans la province du Brabant wallon située en Région wallonne.
De 1947 à 1954, l'épreuve se déroule aux environs de Baisy-Thy, puis à partir de 1955, aux environs de Tubize.

## Palmarès
| Année | Vainqueur           | Deuxième                | Troisième           |
| ----- | ------------------- | ----------------------- | ------------------- |
| 1947  | Gustave Speeckaert  | Marcel Verschueren (nl) | Adolphe Biarent     |
| 1948  | Robert Minnaert     | Adolphe Biarent         | Georges Claes       |
| 1950  | Gustaaf Wuyckens    | Pino Cerami             | Charles Van Dormael |
| 1951  | Henri Van Kerckhove | Frans Loyaerts (ca)     | Jozef Rombauts      |
| 1952  | Joseph Plas         | Fernand Blockx          | Joseph Lefèvre      |
| 1953  | Jozef Schils        | Jean Bogaerts           | Jozef Mariën        |
| 1954  | Jozef Schils        | Petrus Lowie            | Roland Callebout    |
| 1955  | Marcel Janssens     | Henri Van Kerckhove     | Marcel Hendrickx    |
| 1956  | Willy Schroeders    | Joseph Planckaert       | Karel Clerckx       |
| 1957  | Léopold Rosseel     | Piet Oellibrandt        | Gaston Vanneste     |
| 1958  | Pierre Machiels     | Roger Baudechon         | Jan Zagers          |
| 1959  | Willy Schroeders    | Henri Van Den Bossche   | Émile Daems         |
| 1960  | Jozef Schils        | Maurice Meuleman        | Roger De Clercq     |
| 1961  | Émile Daems         | André Bar               | Walthère Wislet     |
| 1962  | Michael Wright      | Kamiel Buysse           | Joseph Vloeberghs   |